# Долпа (район)
Долпа (непальск. डोल्पा जिल्ला) — один из 75 районов Непала. Входит в состав зоны Карнали, которая, в свою очередь, входит в состав Среднезападного региона страны.
На западе граничит с районами Джумла и Мугу, на востоке — с районами Мустанг и Мьягди зоны Дхаулагири, на юге — с районом Рукум зоны Рапти, на юго-западе — с районом Джаяркот зоны Бхери, на севере — с Тибетским автономным районом Китая . Площадь района составляет 7889 км², что делает его крупнейшим районом страны (5,36 % от общей площади Непала). Административный центр — город Дунаи. Высота района изменяется от 1525 до 7625 м над уровнем моря. Значительную часть территории района занимает национальный парк Шей-Пхоксундо, в пределах которого находится горное озеро Пхоксундо (на высоте 3612 м).
Население по данным переписи 2011 года составляет 36 700 человек, из них 18 238 мужчин и 18 462 женщины. По данным переписи 2001 года население насчитывало 29 545 человек. 70,15 % населения исповедуют индуизм; 29,40 % — буддизм и 0,38 % — христианство. 79,5 % населения заняты в сельском хозяйстве.